# Iperprolattinemia
L'iperprolattinemia è l'aumento inappropriato dei livelli dell'ormone prolattina nel sangue.
Alcune delle alterazioni che causano l'iperprolattinemia sono la carenza di dopamina nel cervello o il carcinoma ipofisario.
L'iperprolattinemia provoca i seguenti disturbi: 
- nelle donne amenorrea, galattorrea, irsutismo;
- negli uomini: disfunzione erettile, oligospermia.
- in entrambi: infertilità e diminuzione della libido.

## Caratteristiche
Le cause dell'iperprolattinemia possono essere suddivise in cause fisiologiche, patologiche e farmacologiche.
Alcuni dei disturbi che causano l'iperprolattinemia sono il deficit dopaminergico nel cervello o un tumore ipofisario chiamato prolattinoma.

### Prolattina
La prolattina (PRL) è un ormone sessuale steroideo che svolge un ruolo fondamentale durante l'allattamento al seno.
La PRL viene secreta anche in siti al di fuori dell'ipofisi, tra cui l'endometrio, il miometrio, la decidua, le cellule immunitarie, il cervello, la ghiandola mammaria, la prostata, la pelle e il tessuto adiposo, agendo come molecola di segnalazione a livello paracrino/autocrino e localmente come fattore che promuove la crescita.
La prolattina (PRL) viene rilasciata nel sangue principalmente dall'ipofisi in seguito a diversi stimoli quali estrogeni, stress, allattamento materno, sonno ed è inibita dalla dopamina dell'ipotalamo.
La secrezione di PRL da parte della ghiandola pituitaria segue un ritmo circadiano, che prevede livelli più elevati durante il sonno e più bassi durante la veglia. Si osservano anche concentrazioni aumentate durante l'ovulazione.
La sintesi e la secrezione di PRL sono regolate da fattori ipotalamici inibitori e liberatori. Diversi ormoni e neuropeptidi sembrano favorire il rilascio di PRL, tra cui l'ormone liberatore della tireotropina (TRH), gli oppioidi endogeni, l'ossitocina, la serotonina, la vasopressina, il polipeptide intestinale vasoattivo (VIP), la neurotensina, la galanina e il salsolinolo. Non è stato ancora identificato un fattore di rilascio fisiologico specifico della PRL.

## Segni e sintomi
Le manifestazioni cliniche dell'iperprolattinemia sono principalmente correlate al sistema riproduttivo.
Quando la quantità di prolattina sierica supera il limite superiore, si parla di iperprolattinemia.
In genere, i livelli normali di PRL sono:
- <20 µg/L negli uomini e <25 µg/L nelle donne;[2]
- <625 mU/litro nelle donne e <375 mU/litro negli uomini;
- 25 nanogrammi ng/mL nelle donne e 20 ng/mL negli uomini, quando si utilizza lo standard 84/500 dell'Organizzazione Mondiale della Sanità e 1 ng/mL è equivalente a 21,2 mIU/L.[6]

| Concentrazione   |                  |                | Interpretazione |
| nanogrammo ng/mL | microgrammo µg/L | mIU/L          |                 |
| 32-94 ng/mL      | 32-94 µg/L       | 700-2000 mIU/L | Lieve           |
|                  | 95-235 µg/L      | 2000-5000      | Moderata        |
|                  | >240 µg/L        | >5000          | Grave           |

Concentrazioni superiori a 100 ng/mL si riscontrano nell'iperprolattinemia indotta da farmaci, estrogeni, cause idiopatiche. In un adenoma ipofisario secernente prolattina si rilevano concentrazioni elevate di prolattina, solitamente superiori di 5 volte il livello normale, talvolta molto più elevate. Concentrazioni di 250 ng/mL indicano solitamente la presenza di un macroprolattinoma..
Prolattina in milliunità (mU/L) da 700 a 2000: iperprolattinemia lieve; da 2000 a 5000: significativa; >5000: iperprolattinemia grave.
Le linee guida fino al 2019 stabilivano che la PRL sierica poteva essere prelevata in qualsiasi momento della giornata. È necessario evitare l'esercizio fisico e la stimolazione del capezzolo per almeno 30 minuti prima del test.
In caso di PRL leggermente elevata, il prelievo potrebbe essere ripetuto a intervalli di 15-20 minuti per tenere conto della normale pulsatilità.
Nella maggior parte degli individui, la maggior parte della PRL sierica (~85%) è monomerica, ma in altri casi prevale la macroprolattina, denominata macroprolattinemia. La prevalenza della macroprolattinemia tra i casi di iperprolattinemia è riportata tra il 4% e il 40%.

### Nelle donne
- Infertilità
- Amenorrea
- Galattorrea
- Diminuzione della libido
- Irsutismo

La prolattina sierica superiore a 100 ng/100 ml causerà un evidente ipogonadismo con amenorrea, vampate di calore e secchezza vaginale. La prolattina sierica compresa tra 50 e 100 ng/100 ml può causare amenorrea o oligomenorrea, mentre la prolattina sierica compresa tra 20 e 50 ng/100 ml può solo accorciare la fase luteale del ciclo mestruale, a causa dell'insufficiente secrezione di progesterone.

### Disturbi dell'ovulazione
Al 2012, l'iperprolattinemia colpiva l'1% della popolazione generale e dal 4 al 14% delle donne con amenorrea secondaria, nonché tra il 15 e il 20% (al 2024) delle pazienti con infertilità. Analizzando le serie storiche dal 1976, fino al 67% delle pazienti con sindrome dell'ovaio policistico (SOP) può presentare iperprolattinemia: con la standardizzazione dei criteri di valutazione della sindrome dell'ovaio policistico (criteri di Rotterdam), a partire dal 2007 si osserva una prevalenza più omogenea, intorno al 20%. In queste donne, l'iperprolattinemia sembra essere una conseguenza dell'aumento della secrezione di estrogeni. Livelli elevati di prolattina inibiscono l'attività del GnRH attraverso l'interazione con il sistema dopaminergico e ipotalamico, causando un aumento dell'ormone luteinizzante e un decremento del tono dopaminergico, che induce iperprolattinemia, oltre a irregolarità mestruali o infertilità dovute a anovulazione cronica o difetti nella fase luteale.

### Nell'uomo
- Disfunzione erettile
- Diminuzione della libido
- Oligospermia
- Affaticamento
- Ginecomastia.

## Trattamento
Il trattamento dell'iperprolattinemia dipende dalla causa. Alcune persone con livelli elevati di prolattina che presentano pochi o nessun segno o sintomo non necessitano di trattamento.
Le opzioni terapeutiche per i tumori includono:
- Farmaci su prescrizione. La bromocriptina e la cabergolina riducono la produzione di prolattina. Questi farmaci funzionano bene nella maggior parte delle persone con prolattinomi e sono i più utilizzati nei casi di tumori di dimensioni inferiori a 10 mm.
- Chirurgia per rimuovere il tumore. Si può ricorrere alla chirurgia se i farmaci non sono efficaci. A volte è necessario un intervento chirurgico se il tumore sta compromettendo la vista, soprattutto quando è di grandi dimensioni, ovvero 10 mm o più.
- Radiazioni. In casi rari, se i farmaci e la chirurgia non hanno avuto effetto, si ricorre alle radiazioni per ridurre il tumore.

La bromocriptina e la cabergolina sono utilizzate anche per trattare l'iperprolattinemia di origine sconosciuta. L'ipotiroidismo viene trattato con un ormone tiroideo sintetico, che dovrebbe riportare il livello di prolattina alla normalità. Se la causa dell'alto livello di prolattina è dovuta ai farmaci prescritti, è possibile optare per altri tipi di farmaci.

## Eziologia
- Tumori dell'ipofisi
- Farmaci
- Antagonisti del recettore della dopamina
- Deplettori della dopamina
- Estrogeni
- Ipotiroidismo primario (TRH)
- Compressione del tronco ipofisario.

## Eponimi storici
Nel 1932, i medici argentini Juan Carlos Ahumada ed Enrique B. del Castillo pubblicarono sul Bollettino della Società Argentina di Ginecologia e Ostetricia il caso di una paziente affetta da amenorrea e galattorrea, sintomi di insufficienza estrogenica e assenza di gonadotropine urinarie. Quasi vent'anni dopo, nel 1951, i medici statunitensi Anne Poppenheimer Forbes e Fuller Albright presentarono un caso praticamente identico in una riunione dell'Associazione Americana per lo Studio delle Secrezioni Interne; il riassunto di questa relazione fu pubblicato su una rivista di diffusione mondiale, The Journal of Clinical Endocrinology. Alcuni mesi dopo, J. Argonz ed Enrique B. del Castillo inviarono alla stessa rivista una replica in cui, oltre a sottolineare la primazia di Ahumada e Del Castillo, presentavano altri quattro casi, tra i molti già studiati nel reparto di endocrinologia dell'Ospedale Rivadavia.
Non sono molto chiare le differenze tra la sindrome di Ahumada-Del Castillo e la sindrome di amenorrea e galattorrea che si manifesta dopo il parto, nota come sindrome di Chiari-Frommel.
Le seguenti tre sindromi di amenorrea-galattorrea sono state stabilite primaché i livelli di prolattina potessero essere misurati in modo affidabile:
- Sindrome di Ahumada-Del Castillo, che si riferisce all'associazione di galattorrea e amenorrea non associate alla gravidanza. Esiste una carenza di estrogeni e livelli ridotti di gonadotropina urinaria.[18]
- Sindrome di Del Castillo
- Sindrome di Argonz-Del Castillo
- Sindrome di Argonz-Ahumada-Del Castillo
- Sindrome di Argonz-Del Castillo-Ahumada
- Sindrome di Chiari II
- Sindrome di Chiari-Frommel
- Sindrome di Forbes-Albright
- Sindrome di Forbes
- Malattia di Frommel
- Sindrome di Chiari-Frommel, che si riferisce alla galattorrea e all'amenorrea post-partum persistenti.[19]
- Sindrome di Forbes-Albright, che si riferisce alla galattorrea e all'amenorrea associate a un tumore ipofisario.[20]